# 马特劳韦赖贝伊
马特劳韦赖贝伊，是匈牙利诺格拉德州所辖的一个村。总面积18.40平方公里，总人口2114，人口密度114.9人/平方公里（2011年1月1日）。